# 沈亞倫
沈亞倫（1981年1月18日—），為台灣的棒球選手之一，曾經效力於中華職棒La New熊隊，守備位置為一壘手，曾在2006年時改為投手，但2007年又改回野手身份。

## 經歷
- 台東縣都蘭國小少棒隊
- 台東縣卑南國中青少棒隊
- 台東縣台東體中青棒隊
- 嘉義市嘉義大學棒球隊（中國信託）
- 國訓棒球隊
- 中華職棒La New熊隊（2004年－2007年）

## 職棒生涯成績
| 年度   | 球隊     | 出賽 | 打數 | 安打 | 全壘打 | 打點 | 盜壘 | 四死 | 三振 | 壘打數 | 雙殺打 | 打擊率 |
| ------ | -------- | ---- | ---- | ---- | ------ | ---- | ---- | ---- | ---- | ------ | ------ | ------ |
| 2004年 | La New熊 | 1    | 2    | 0    | 0      | 0    | 0    | 0    | 0    | 0      | 0      | 0.000  |
| 2005年 | La New熊 | 14   | 8    | 1    | 0      | 0    | 2    | 1    | 4    | 1      | 0      | 0.125  |
| 合計   | 2年      | 15   | 10   | 1    | 0      | 0    | 2    | 1    | 4    | 1      | 0      | 0.100  |

## 特殊事蹟
- 2004年9月2日，職棒生涯首次出賽，對戰中信鯨隊2打數無安打。
- 2005年3月19日，對戰興農牛隊擊出職棒生涯首支安打也是唯一一支安打。

## 外部連結
- 沈亞倫在台灣棒球維基館上的頁面（繁體中文）
- 球員資訊和成績在中華職棒官網（中文）